# 142408 Trebur
142408 Trebur este un asteroid din centura principală de asteroizi.

## Descriere
142408 Trebur este un asteroid din centura principală de asteroizi. A fost descoperit pe 30 septembrie 2002 la Trebur de Mike Kretlow. Asteroidul prezintă o orbită caracterizată de o semiaxă mare de 2,47 ua, o excentricitate de 0,10 și o înclinație de 6,5° în raport cu ecliptica.